# MDOT
mDOT (acronyme de miniaturized Distributed Occulter Telescope) est une proposition de mission spatiale en cours d'évaluation par la NASA en 2019 dont l'objectif est de tester et valider une nouvelle technique d'observation des exoplanètes reposant sur l'utilisation d'un télescope spatial et d'un système d'occultation d'étoile (starshade) situé à grande distance (500 kilomètres) de celui-ci. Cette méthode permettrait d'observer directement l'exoplanète en bloquant la lumière émise par son étoile. Le projet mDOT proposé par une équipe de l'université Stanford est une version miniaturisée de la mission New Worlds étudiée entre 2005 et 2008 mais abandonnée pour des raisons de coût et de maturité technologique. Si la NASA donne un retour favorable à l'étude, le projet sera réalisé dans le cadre du programme Explorer.

## Historique

### Projet New Worlds

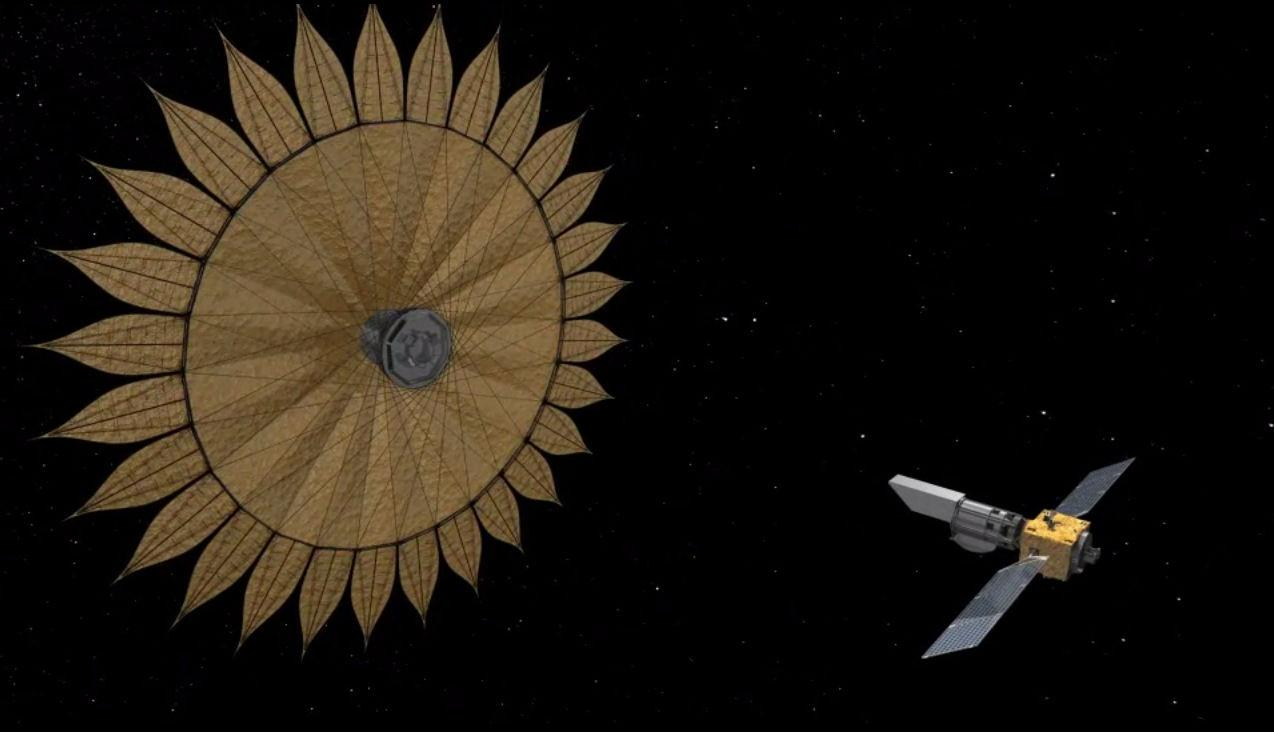
Vue d'artiste des deux satellites de la mission New Worlds : ceux-ci sont en réalité éloignés de plusieurs dizaines de milliers de kilomètres l'un de l'autre.

Entre 2005 et 2008, la NASA évalue à l'aide de plusieurs partenaires industriels et universitaires une technique d'observation dans l'espace des systèmes solaires lointains reposant sur l'utilisation d'un système d'occultation d'étoile (starshade) d'une trentaine de mètres de diamètre placé à grande distance (plusieurs dizaines de milliers de kilomètres) du télescope chargé de les observer dans l'espace. Ce projet de mission baptisé New Worlds (nouveaux mondes en anglais) doit permettre d'étudier directement la lumière des planètes gravitant autour d'autres étoiles (exoplanètes) : le système d'occultation, en bloquant la lumière de l'étoile centrale, permet de distinguer celle réfléchie par les exoplanètes bien qu'elle soit des milliards de fois moins brillante. Mais cette étude n'a pas de suite car le développement d'une mission de ce type est très coûteux (plusieurs milliards de US$) et elle utilise des technologies (déploiement du système d'occultation, vol en formation de très grande précision du système d'occultation et du télescope...) présentant des risques importants.

### Relance du projet dans un format réduit
En septembre 2018, le concept de la mission est relancé lorsque la NASA décide de financer dans le cadre de son programme SmallSats (programme destiné à encourager le développement de missions sur de petits satellites exploitant la miniaturisation croissante des composants) l'étude détaillée de mDOT (Miniature Distributed Occulter Telescope). Cette version miniaturisée de New Worlds est proposée par Simone D’Amico, professeur à l'université Stanford et responsable du laboratoire Space Rendezvous Laboratory spécialisé dans la mise en œuvre de constellations de micro-satellites. mDOT a pour objectif principal de valider le concept proposé par New Worlds en réduisant fortement la taille de tous les composants pour limiter les coûts. Il comprend d'une part un micro-satellite de 240 kilogrammes portant le système d'occultation de 3 mètres de diamètre et d'autre part un CubeSat 12U positionné à environ 500 kilomètres de l'occulteur, dont la charge utile est constituée par un télescope de 10 centimètres d'ouverture. Si l'étude financée par la NASA est concluante, le projet, qui est en compétition avec 7 autres propositions de mission, sera développé dans le cadre du programme Explorer. La décision est attendue en 2019,.

## Caractéristiques techniques
La mission comporte deux satellites. Le satellite qui sert de support au système d'occultation, a une masse de 246 kg et est actif car il dispose d'un système de propulsion permettant d'ajuster sa position. Le télescope spatial est hébergé par un CubeSat de 12 kilogrammes qui est passif (sans propulsion).

### Satellite support du système d'occultation
Le satellite servant de support au système d'occultation a la forme d'un octogone de 1 x, 4 x 1,1 mètres. D'une masse de  246 kg, il est stabilisé 3 axes. Le système d'occultation fixé à une extrémité est lancé en position repliée et déployé après la mise en orbite par un moteur électrique. Le satellite dispose d'un système propulsif comprenant 12 petits moteurs-fusées à ergols liquides hypergoliques de 5 newtons de poussée qui lui permettent d'ajuster sa position relative au CubeSat. La propulsion permet de maintenir une distance optimale avec le télescope spatial mais elle est surtout utilisée pour modifier la direction dans laquelle le télescope est pointé compte tenu des étoiles visées et des déformations subies par l'orbite (le télescope ne peut pas modifier sa position, seulement son orientation, c'est donc au satellite principal d'ajuster sa position). Le satellite dispose de 81 kg d'ergols permettant de modifier sa vitesse de 264 m/s durant la mission. Le corps du satellite est recouvert de cellules solaires qui fournissent 192 watts. Plusieurs antennes patch sont également fixées sur le corps du satellite pour transmettre et recevoir les données vers la Terre. Pour déterminer son attitude, le satellite dispose de deux capteurs solaires, 2 viseurs d'étoiles, quatre roues de réaction et de trois magnéto-coupleurs utilisant le champ magnétique de la Terre pour corriger les déviations. Deux récepteurs GPS dont les antennes sont fixées à l'extrémité de supports leur fournissant un champ de vue de 120° sont utilisés pour déterminer la position du satellite. Les deux satellites communiquent entre eux avec un débit de 220 kilobits par seconde. Les deux satellites communiquent avec la Terre avec un débit sur la liaison descendante (antenne parabolique réceptrice de 3,7 mètres de diamètre) de 3,3 mégabits par seconde (télescope) et 220 kilobits par seconde (satellite principal). Tous les échanges se font en bande S.

### Système d'occultation
Le système d'occultation permet d'obtenir un contraste supérieur à  10−7 pour les longueurs d'onde comprises entre 360 et 520 nm (pour observer directement les exoplanètes, objectif de New Worlds, ce contraste devrait être porté à 10−10). Pour atteindre cette performance, son diamètre est de 3 mètres et il est placé à 500 km (±5 km) du télescope. Il est composé d'un cercle d'un mètre de diamètre fixé au corps du satellite et de 16 pétales d'un mètre de long dont la forme a été sélectionnée pour limiter le phénomène de diffraction dans les longueurs d'onde observées. Compte tenu des exigences faibles en matière de contraste et de son diamètre réduit, sa fabrication est beaucoup plus simple que l'équipement envisagé pour New Worlds. Sa masse totale est de 23 kilogrammes.

### CubeSat / télescope
Le satellite transportant le télescope spatial est un CubeSat de 12 kilogrammes. Des cellules solaires fournissent 40 watts. Le satellite, qui est stabilisé 3 axes, dispose d'un système de contrôle d'attitude (roues de réaction, centrale à inertie...) qui lui permet de maintenir son orientation mais il ne comprend aucun système propulsif. Deux récepteurs GPS permettent de déterminer précisément la position qui est communiquée au satellite principal. Enfin, un système de communications en bande S permet d'échanger avec le satellite principal et de transférer les données scientifiques et les télémesures vers les stations terrestres.
Le télescope a une résolution angulaire de 1,1 seconde d'arc pour la longueur d'onde 400 microns avec un champ de vue supérieur à 1°. Pour réduire les coûts, le modèle utilisé pour la constellation de CubeSats Planet Labs serait utilisé avec quelques adaptations. Le télescope utilise deux caméras (capteurs) dont une pour le système guidage. Ce dernier utilise les étoiles situées en arrière-plan de magnitude apparente 8 (2,1 étoiles en moyenne) et 9 (8,1 étoiles en moyenne) pour déterminer l'orientation du télescope. La caméra qui occupe un volume de 4U du CubeSat a une masse totale de 1,9 kilogramme.

## Déroulement de la mission
Les deux satellites mDOT doivent être placés en orbite en tant que charge utile secondaire associée à une mission  principale de la NASA. Ils seront positionnés sur une orbite héliosynchrone basse (600 km) avec un passage au niveau de la ligne des nœuds à midi/minuit. Le satellite portant le système d'occultation doit se placer à 500 kilomètres et maintenir sa position avec une précision de ±5 km. La durée de la mission primaire est d'un an. Depuis son orbite, il est prévu que mDOT observe durant sa mission primaire (1,1 an) 15 étoiles en réalisant 10 observations par étoile d'une durée cumulée de 50 minutes.